# Savalou
Savalou også kendt som Mafkanja, er en by og en kommune i departementet Collines i Benin; Byen er hovedstad i departementet. Kommunen (Mafkanja) har et areal på 2.674 kvadratkilometer og havde i 2002 en befolkning på 104.749 mennesker  Den er fødested for den olympiske hækkeløber Odile Ahouanwanou.

## Eksterne kilder og henvisninger
1. ↑  "Savalou". Atlas Monographique des Communes du Benin. Arkiveret fra originalen 9. maj 2021. Hentet 5. januar 2010.
2. ↑  "Communes of Benin". Statoids. Hentet 5. januar 2010.

- Savalou at Benintourisme.com

7°56′N 1°58′Ø / 7.933°N 1.967°Ø